# Gō Hatano
Gō Hatano (豪 波多野?, Hatano Gō; Musashimurayama, 25 maggio 1998) è un calciatore giapponese, portiere dell'FC Tokyo.

## Carriera

### Club
Cresciuto nel settore giovanile dell'FC Tokyo, ha esordito in prima squadra il 26 aprile 2017 in occasione del match di Coppa J. League perso 3-1 contro il Júbilo Iwata.

### Nazionale
Con le selezioni giovanili giapponesi ha preso parte al Mondiale Under-20 2017 ed alla Coppa d'Asia AFC Under-23.

## Statistiche

### Cronologia presenze e reti in nazionale
| Cronologia completa delle presenze e delle reti in nazionale ― Giappone under 23 | Cronologia completa delle presenze e delle reti in nazionale ― Giappone under 23 | Cronologia completa delle presenze e delle reti in nazionale ― Giappone under 23 | Cronologia completa delle presenze e delle reti in nazionale ― Giappone under 23 | Cronologia completa delle presenze e delle reti in nazionale ― Giappone under 23 | Cronologia completa delle presenze e delle reti in nazionale ― Giappone under 23 | Cronologia completa delle presenze e delle reti in nazionale ― Giappone under 23 | Cronologia completa delle presenze e delle reti in nazionale ― Giappone under 23 |
| Data                                                                             | Città                                                                            | In casa                                                                          | Risultato                                                                        | Ospiti                                                                           | Competizione                                                                     | Reti                                                                             | Note                                                                             |
| -------------------------------------------------------------------------------- | -------------------------------------------------------------------------------- | -------------------------------------------------------------------------------- | -------------------------------------------------------------------------------- | -------------------------------------------------------------------------------- | -------------------------------------------------------------------------------- | -------------------------------------------------------------------------------- | -------------------------------------------------------------------------------- |
| 16-1-2018                                                                        | Jiangyin                                                                         | Giappone under 23                                                                | 3 – 1                                                                            | Corea del Nord under 23                                                          | Coppa d'Asia AFC Under-23 2018                                                   | -1                                                                               |                                                                                  |
| 24-3-2019                                                                        | Yangon                                                                           | Timor Est under 23                                                               | 0 – 6                                                                            | Giappone under 23                                                                | Qualificazioni Coppa d'Asia AFC Under-23 2020                                    | -                                                                                |                                                                                  |
| 7-6-2019                                                                         | Fos-sur-Mer                                                                      | Portogallo under 23                                                              | 1 – 0                                                                            | Giappone under 23                                                                | Torneo di Tolone 2019 - 1º turno                                                 | -1                                                                               |                                                                                  |
| Totale                                                                           |                                                                                  | Presenze                                                                         | 3                                                                                |                                                                                  | Reti                                                                             | -2                                                                               |                                                                                  |

## Palmarès

### Club

#### Competizioni nazionali
- Coppa J. League: 1

FC Tokyo: 2020